# Santana da Boa Vista
Santana da Boa Vista este un oraș în Rio Grande do Sul (RS), Brazilia.